# Boogeyman 2
Boogeyman 2 je americký hororový film z roku 2008, který natočil režisér Jeff Betancourt. I když oproti 1. a 3. dílu ve filmu vrahem není smyšlený tvor, obsahově částečně navazuje v první film v sérii Boogeyman.

## Děj
Laura Porterová, která se se svým bratrem Henrym Porterem stala svědkem vraždy svých rodičů, které zabil vrah v masce pověstného Boogeymana, žije neustále ve strachu a začíná mít fóbii, díky čemuž nastoupí do psychiatrické léčebny, kterou jí bratr, který léčebnu absolvoval, sám doporučil. Tam se setkává se svými spolupacienty, kteří jsou vlastně vězni svých fóbií. Vyšetřování je vedené Dr. Allenem, díky němuž se fóbií zbavil i Lauriín bratr Henry. Krátce po ubytování se ale v nemocnici začnou nenápadně množit smrtelné nehody, což si přeživší nijak nedokážou vysvětlit a když se snaží z nemocnice utéct, zjistí, že klíč od hlavních dveří má pouze nezvěstný Dr. Allen. Laura ale později zjišťuje pravdu o vyšetřování svého bratra, které tenkrát nedopadlo podle představ. Všechny smrtelné nehody v nemocnici má nejspíš na svědomí jediná osoba...